# جوزيب لوفريتش
جوزيب لوفريتش مواليد 13 سبتمبر 1968 في كرواتيا، جمهورية يوغوسلافيا الاشتراكية الاتحادية، هو لاعب كرة سلة كرواتي. يبلغ طوله 7 قدم 0 بوصة (2.1 م).

## المسيرة الاحترافية
لعب مع نادي سبليت لكرة السلة من سنة 1988 إلى 1990، ثم لعب مع نادي بودوشنوست لكرة السلة في موسم 1990–1991، ثم لعب مع تي بي بي ترير في الدوري الألماني في موسم 1994–1995، ثم لعب مع نادي دومجاله لكرة السلة في موسم 1997–1998، ثم لعب مع نادي بوسنا رويال لكرة السلة في موسم 1998–1999.

## روابط خارجية
- جوزيب لوفريتش على موقع كرة السلة الأوروبية.كوم (الإنجليزية)